# Profesionalen Futbolen Klub Lokomotiv Plovdiv
Il Profesionalen Futbolen Klub Lokomotiv Plovdiv (in bulgaro Професионален футболен клуб Локомотив Пловдив?), abbreviato in PFK Lokomotiv Plovdiv, è una società calcistica bulgara con sede nella città di Plovdiv. Milita nella Părva liga, la massima serie del campionato bulgaro di calcio.
Fondata nel 1926, gioca le partite casalinghe allo stadio Lokomotiv (14 500 spettatori). I colori sociali sono il bianco e il nero, la prima maglia a strisce verticali di colore bianco-nero, calzoncini bianchi, calzettoni bianchi. I calciatori del Lokomotiv Plovdiv sono detti puffi o bianconeri. La squadra è anche soprannominata Juve di Plovdiv.
Nel 2019 ha vinto la sua prima Coppa di Bulgaria, battendo in finale per 1-0 gli storici rivali del Botev Plovdiv. Nel 2020 si è ripetuto ottenendo il secondo successo nella manifestazione.

## Storia
Il Plovdivski Sportclub fu fondato il 25 luglio 1926 a Plovdiv dalla fusione di due squadre locali, il Karadja (costituito nel 1922) e l'Athletic (fondato nel 1924).
Nel 1940 la squadra cambiò nome in Slavia Plovdiv e nel 1945 in Slavia Cengelov Plovdiv. Nel 1949 il nome fu cambiato in Torpedo Plovdiv e due anni dopo in Lokomotiv Plovdiv.
La squadra giunse per la prima volta in finale di Coppa di Bulgaria nel 1959-1960, quando fu sconfitta dal Septemvri Sofia per 4-3 dopo i tempi supplementari. Esordì nelle competizioni UEFA per club nella stagione 1963-1963, prendendo parte alla Coppa delle Fiere, dove raggiunse gli ottavi di finale. Nel 1964-1965 raggiunse, nella stessa competizione, i quarti di finale, dove fu eliminato dalla Juventus. Tra i migliori giocatori della squadra in quest'epoca figuravano Gočo Vasilev, Hristo Bonev (uno dei più validi calciatori bulgari di tutte le epoche), Ivan Bojadžiev e Stancho Bončev.
Terzo classificato in campionato nel 1968-1969, il Lokomotiv Plovdiv giunse in finale di Coppa di Bulgaria nel 1970-1971 (sconfitto per 3-0 dal Levski Sofia) e al secondo posto in campionato nel 1972-1973, per poi classificarsi terzo nella stagione seguente. In questi anni la squadra riuscì a stabilirsi stabilmente tra le prime sei della classifica.
Nel 1981-1982 il Lokomotiv Plovdiv giunse ancora in finale di Coppa di Bulgaria, ma fu nuovamente sconfitto, stavolta dal Lokomotiv Sofia per 2-1. Nel 1983, sotto la guida dell'ex calciatore Hristo Botev, divenuto allenatore, la squadra vinse per la prima volta un trofeo, la Coppa dell'Esercito sovietico, battendo in finale il Čirpan per 3-1 allo stadio nazionale Vasil Levski di Sofia, il 1º giugno 1983.
Gli anni '90 del XX secolo furono avari di soddisfazioni, ad eccezione del terzo posto in campionato raggiunto nel 1991-1992.
Nel 2003-2004 giunse il primo successo in campionato: il titolo nazionale fu vinto sotto la guida dell'allenatore Eduard Eranosyan, già calciatore dei bianconeri di Plovdiv, alla penultima giornata, grazie alla vittoria sullo Slavia Sofia (3-2) di fronte a oltre 17 000 spettatori nello stadio di casa. Alla fine i punti ottenuti furono 75, tre in più di quelli raccolti dal Levski Sofia. Nella squadra figurava il nuovo acquisto Martin Kamburov, laureatosi capocannoniere del campionato con 26 gol, mentre altri protagonisti della storica annata furono Vasil Kamburov, Georgi Iliev, Aleksandar Tunchev, Kiril Kotev, Vladimir Ivanov, Metodi Stojnev e i macedoni Boban Jančevski, Vančo Trajanov e Robert Petrov.
Nel 2004-2005 la squadra esordì nella UEFA Champions League partendo dal secondo turno, dove fu eliminata dal Club Bruges. Nello stesso anno vinse la Supercoppa di Bulgaria battendo il Liteks Loveč per 1-0. L'annata si chiuse con il terzo posto.
Il 25 agosto 2005, a qualche ora dalla fine della partita contro l'OFK Belgrado, valida per il ritorno del secondo turno di qualificazione alla Coppa UEFA, incontro terminato con la vittoria per 1-0 dei bulgari, che si qualificarono dopo aver perso per 2-1 la partita d'andata, il presidente del Lokomotiv Plovdiv, il ricco uomo d'affari Georgi Iliev, 39 anni, fu assassinato a colpi di arma da fuoco mentre festeggiava la vittoria in un bar di sua proprietà, il Buddah, nella località balneare di Spiaggia assolata, sul mar Nero, circa 35 km a nord di Burgas. Iliev era proprietario del club dal 2001, dopo la fusione del sodalizio con il PFC Velbažd Kyustendil, squadra di cui era già possessore. Nei mesi successivi all'omicidio il club affrontò gravi problemi finanziari e perse molti dei giocatori che si erano laureati campioni di Bulgaria l'anno prima: Aleksandar Tunchev, Martin Kamburov, Ivan Paskov, Georgi Iliev, Darko Spalević, Kiril Kotev e Boban Jančevski. La stagione 2005-2006 si concluse con il quinto posto in campionato, mentre le tre annate seguenti furono chiuse con piazzamenti a metà classifica.
Nel dicembre 2009 l'industriale proprietario del Vihren Sandanski, Konstantin Dinev, acquisì il club da Galina Topalova per 2 milioni di euro.
Nel 2011-2012 la squadra fu nuovamente finalista di Coppa di Bulgaria, sconfitta per 2-1 dal Ludogorec. Sette anni dopo, nel 2018-2019, vinse finalmente la coppa nazionale, battendo per 1-0 i concittadini del Botev Plovdiv in finale, e ripeté il successo nell'annata seguente, superando in finale per 5-3 ai tiri di rigore il Levski Sofia (0-0 dopo i tempi supplementari). Ai successi in coppa si accompagnò nel 2020 la vittoria della Supercoppa di Bulgaria, persa invece nel 2019.

## Cronologia del nome
- 1926 : Sportclub Plovdiv
- 1945 : S.P.-45 - (Sportclub Parchevich – 1945)
- 1946 : Slavia Plovdiv
- 1947 : Slavia Tschengelov Plovdiv
- 1949 : Slavia Plovdiv
- 1949 : Energiya Plovdiv
- 1950 : Torpedo Plovdiv
- 1951 : Lokomotiv Plovdiv

## Palmarès

### Competizioni nazionali
- Campionato bulgaro: 1

2003-2004
- Coppa di Bulgaria: 2

2018-2019, 2019-2020
- Supercoppa di Bulgaria: 2

2004, 2020

### Altri piazzamenti
- Campionato bulgaro:

Secondo posto: 1972-1973, 2020-2021
Terzo posto: 1968-1969, 1973-1974, 1991-1992, 2004-2005
Semifinalista: 1945
- Coppa di Bulgaria:

Finalista: 1940, 1942, 1948, 1960, 1971, 1982, 2011-2012
Semifinalista: 1946, 1952, 1954, 1968-1969, 1984-1985, 1995-1996, 2003-2004, 2004-2005, 2006-2007, 2013-2014, 2014-2015
- Supercoppa di Bulgaria:

Finalista: 2012, 2019

## Organico

### Rosa 2022-2023
Aggiornata al 22 agosto 2022.
| N. |                           | Ruolo | Calciatore          |
| -- | ------------------------- | ----- | ------------------- |
| 1  | Bulgaria (bandiera)       | P     | Ilko Pirgov         |
| 3  | Brasile (bandiera)        | D     | Luan                |
| 4  | Bulgaria (bandiera)       | D     | Martin Paskalev     |
| 5  | Bulgaria (bandiera)       | D     | Todor Pavlov        |
| 6  | Paesi Bassi (bandiera)    | D     | Giovanni Troupée    |
| 7  | Belgio (bandiera)         | A     | Babacar Dione       |
| 9  | Bulgaria (bandiera)       | A     | Birsent Karagaren   |
| 13 | Brasile (bandiera)        | D     | Matheus Silva       |
| 14 | Bulgaria (bandiera)       | A     | Dimităr Iliev       |
| 15 | Costa d'Avorio (bandiera) | C     | Pierre Desiré Zebli |
| 19 | Bulgaria (bandiera)       | D     | Aleksandǎr Vasilev  |
| 20 | Serbia (bandiera)         | D     | Miloš Petrović      |
| 21 | Brasile (bandiera)        | A     | Ewandro             |

| N. |                           | Ruolo | Calciatore       |
| -- | ------------------------- | ----- | ---------------- |
| 23 | Croazia (bandiera)        | P     | Dinko Horkaš     |
| 25 | Bulgaria (bandiera)       | C     | Hristo Ivanov    |
| 32 | Bulgaria (bandiera)       | A     | Ivajlo Dimitrov  |
| 33 | Croazia (bandiera)        | D     | Josip Tomašević  |
| 33 | Bulgaria (bandiera)       | C     | Georgi Karakašev |
| 34 | Bulgaria (bandiera)       | C     | Petăr Vitanov    |
| 39 | Bulgaria (bandiera)       | C     | Sami Mehmedov    |
| 39 | Bulgaria (bandiera)       | C     | Ivan Sulev       |
| 61 | Rep. del Congo (bandiera) | D     | Ryan Bidounga    |
| 81 | Bulgaria (bandiera)       | P     | Kristian Tomov   |
| 99 | Bulgaria (bandiera)       | A     | Preslav Borukov  |
|    | Brasile (bandiera)        | A     | Giovanny         |

### Rosa 2021-2022
| N. |                       | Ruolo | Calciatore         |
| -- | --------------------- | ----- | ------------------ |
| 1  | Bulgaria (bandiera)   | P     | Ilko Pirgov        |
| 4  | Francia (bandiera)    | D     | Christian Gomis    |
| 5  | Bulgaria (bandiera)   | D     | Martin Paskalev    |
| 6  | Bulgaria (bandiera)   | D     | Emil Jančev        |
| 7  | Tagikistan (bandiera) | C     | Parvizçon Umarbaev |
| 9  | Bulgaria (bandiera)   | A     | Birsent Karagaren  |
| 10 | Francia (bandiera)    | A     | Vincent Marcel     |
| 14 | Bulgaria (bandiera)   | A     | Dimităr Iliev      |
| 16 | Brasile (bandiera)    | C     | Lucas Salinas      |
| 19 | Bulgaria (bandiera)   | D     | Aleksandăr Vasilev |

| N. |                           | Ruolo | Calciatore      |
| -- | ------------------------- | ----- | --------------- |
| 20 | Serbia (bandiera)         | D     | Miloš Petrović  |
| 32 | Bulgaria (bandiera)       | A     | Ivajlo Dimitrov |
| 33 | Croazia (bandiera)        | D     | Josip Tomašević |
| 34 | Bulgaria (bandiera)       | C     | Petăr Vitanov   |
| 39 | Bulgaria (bandiera)       | C     | Ivan Sulev      |
| 44 | Bulgaria (bandiera)       | C     | Hristo Ivanov   |
| 61 | Rep. del Congo (bandiera) | D     | Ryan Bidounga   |
| 71 | Germania (bandiera)       | P     | Lukas Raeder    |
| 81 | Bulgaria (bandiera)       | P     | Kristian Tomov  |
| 99 | Bulgaria (bandiera)       | A     | Preslav Borukov |

### Rosa 2020-2021
| N. |                       | Ruolo | Calciatore               |
| -- | --------------------- | ----- | ------------------------ |
| 1  | Bulgaria (bandiera)   | P     | Ilko Pirgov              |
| 5  | Mozambico (bandiera)  | D     | David Malembana          |
| 7  | Bulgaria (bandiera)   | C     | Momčil Cvetanov          |
| 9  | Bulgaria (bandiera)   | C     | Birsent Karagaren        |
| 10 | Tagikistan (bandiera) | C     | Parvizçon Umarbaev       |
| 11 | Austria (bandiera)    | A     | Kenan Muslimović         |
| 13 | Bulgaria (bandiera)   | C     | Daniel Dimitrov          |
| 14 | Bulgaria (bandiera)   | C     | Dimităr Iliev (capitano) |
| 15 | Croazia (bandiera)    | C     | Christian Ilić           |
| 16 | Brasile (bandiera)    | C     | Lucas Salinas            |

| N. |                       | Ruolo | Calciatore       |
| -- | --------------------- | ----- | ---------------- |
| 19 | Bulgaria (bandiera)   | A     | Georgi Minčev    |
| 20 | Serbia (bandiera)     | D     | Miloš Petrović   |
| 22 | Bulgaria (bandiera)   | P     | Kristian Tomov   |
| 25 | Argentina (bandiera)  | D     | Lucas Masoero    |
| 34 | Bulgaria (bandiera)   | C     | Petăr Vitanov    |
| 44 | Bulgaria (bandiera)   | D     | Nikolaj Nikolaev |
| 61 | Portogallo (bandiera) | D     | Dinis Almeida    |
| 71 | Bulgaria (bandiera)   | P     | Martin Lukov     |
| 77 | Croazia (bandiera)    | A     | Ante Aralica     |

### Rosa 2019-2020
| N. |                       | Ruolo | Calciatore               |
| -- | --------------------- | ----- | ------------------------ |
| 1  | Bulgaria (bandiera)   | P     | Ilko Pirgov              |
| 3  | Nigeria (bandiera)    | D     | Abdullahi Mustapha       |
| 4  | Norvegia (bandiera)   | D     | Akinshola Akinyemi       |
| 5  | Mozambico (bandiera)  | D     | David Malembana          |
| 7  | Bulgaria (bandiera)   | C     | Momčil Cvetanov          |
| 9  | Bulgaria (bandiera)   | A     | Bircent Karagaren        |
| 10 | Tagikistan (bandiera) | C     | Parvizçon Umarbaev       |
| 11 | Bulgaria (bandiera)   | D     | Petar Petrov             |
| 13 | Croazia (bandiera)    | C     | Mihovil Klapan           |
| 14 | Bulgaria (bandiera)   | C     | Dimităr Iliev (capitano) |
| 15 | Svizzera (bandiera)   | C     | Valentino Pugliese       |
| 16 | Brasile (bandiera)    | C     | Lucas                    |

| N. |                                 | Ruolo | Calciatore         |
| -- | ------------------------------- | ----- | ------------------ |
| 19 | Brasile (bandiera)              | C     | Wiris              |
| 20 | Serbia (bandiera)               | D     | Miloš Petrović     |
| 22 | Bulgaria (bandiera)             | P     | Kristian Tomov     |
| 25 | Argentina (bandiera)            | D     | Lucas Masoero      |
| 34 | Bulgaria (bandiera)             | C     | Petăr Vitanov      |
| 44 | Bulgaria (bandiera)             | D     | Nikolaj Nikolaev   |
| 50 | Croazia (bandiera)              | D     | Josip Tomašević    |
| 61 | Portogallo (bandiera)           | D     | Dinis Almeida      |
| 71 | Bulgaria (bandiera)             | P     | Martin Lukov       |
| 77 | Croazia (bandiera)              | A     | Ante Aralica       |
|    | Austria (bandiera)              | A     | Kenan Muslimović   |
|    | Bosnia ed Erzegovina (bandiera) | A     | Mirza Hasanbegović |

### Rosa 2018-2019
| N. |                       | Ruolo | Calciatore               |
| -- | --------------------- | ----- | ------------------------ |
| 1  | Bulgaria (bandiera)   | P     | Ilko Pirgov              |
| 3  | Nigeria (bandiera)    | D     | Abdullahi Mustapha       |
| 5  | Bulgaria (bandiera)   | D     | Asen Georgiev            |
| 6  | Nigeria (bandiera)    | D     | Stephen Eze              |
| 7  | Bulgaria (bandiera)   | C     | Momčil Cvetanov          |
| 9  | Bulgaria (bandiera)   | C     | Bircent Karagaren        |
| 10 | Tagikistan (bandiera) | C     | Parvizçon Umarbaev       |
| 12 | Slovenia (bandiera)   | A     | Alen Ožbolt              |
| 13 | Austria (bandiera)    | C     | Edin Bahtić              |
| 14 | Bulgaria (bandiera)   | C     | Dimităr Iliev (capitano) |
| 15 | Bulgaria (bandiera)   | D     | Dimităr Vezalov          |
| 19 | Brasile (bandiera)    | C     | Wiris Gustavo            |
| 20 | Serbia (bandiera)     | D     | Miloš Petrović           |

| N. |                      | Ruolo | Calciatore        |
| -- | -------------------- | ----- | ----------------- |
| 22 | Bulgaria (bandiera)  | P     | Stamen Boyadzhiev |
| 25 | Argentina (bandiera) | D     | Lucas Masoero     |
| 29 | Bulgaria (bandiera)  | C     | Janko Angelov     |
| 34 | Croazia (bandiera)   | C     | Igor Banović      |
| 44 | Croazia (bandiera)   | C     | Vilim Posinković  |
| 50 | Croazia (bandiera)   | D     | Josip Tomašević   |
| 61 | Brasile (bandiera)   | C     | Eliton Júnior     |
| 71 | Bulgaria (bandiera)  | P     | Martin Lukov      |
| 77 | Croazia (bandiera)   | A     | Ante Aralica      |
| 88 | Croazia (bandiera)   | A     | Nikola Marić      |
| 91 | Belgio (bandiera)    | C     | Abdelhakim Bouhna |
|    | Bulgaria (bandiera)  | C     | Oktay Ysein       |
|    | Bulgaria (bandiera)  | A     | Filip Kolev       |

### Stagioni passate
- stagione 2011-2012
- stagione 2013-2014